# Crémant

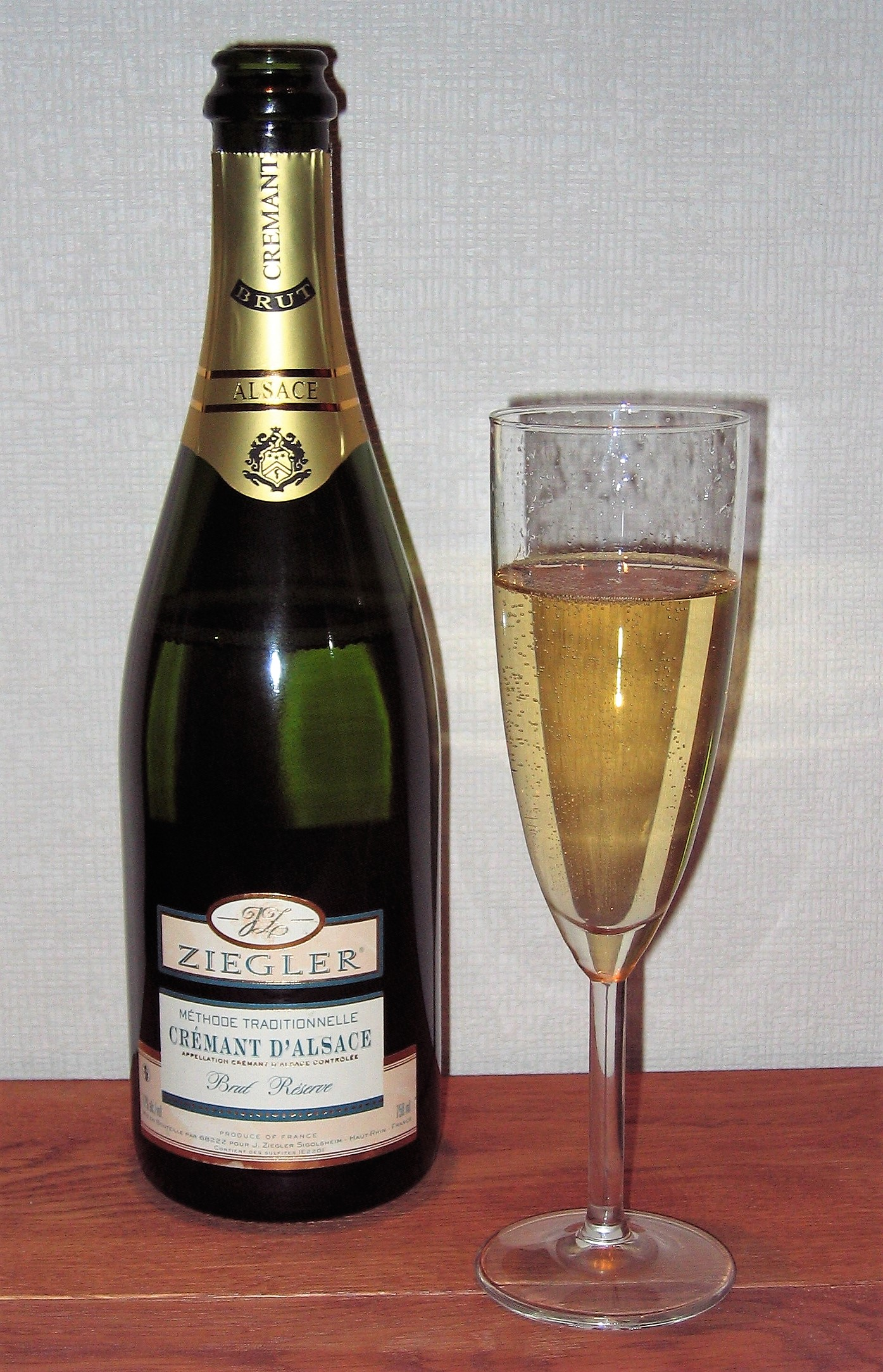
Crémant d’Alsace

Als Crémant werden in der Europäischen Union Schaumweine in Abgrenzung zum Champagner und zum Sekt bezeichnet. Die Bezeichnung ist seit dem 1. September 1994 gültig und bezeichnet moussierende Getränke mit kontrollierter Herkunftsbezeichnung, die außerhalb der Champagne nach dem Verfahren der klassischen Flaschengärung (französisch méthode champenoise) hergestellt werden.
Vor diesem Zeitpunkt wurde vor allem in Cramant und den umliegenden Crus unter Crémant ein Champagner verstanden, der statt der üblichen 6 bar Überdruck nur die gesetzliche Mindestforderung von 3,5 bar erfüllte und sich deshalb durch ein besonders feines, sahniges Mousseux auszeichnete. Hersteller wie Mumm (Crémant de Cramant) oder Besserat de Bellefon (Cuvée des Moines) haben diese Tradition lange Zeit gepflegt und teilweise finden sich bis heute Champagner, die daran anknüpfen. Da der Begriff Crémant nicht geschützt war, verwendeten ihn auch zunehmend Winzer außerhalb der Champagne. Um Missverständnisse zu vermeiden, wurde der Besitzstand ab dem 4. Juli 1975 aufgegeben und in der Champagne auf den Ausdruck Crémant verzichtet. In der Verordnung (EWG) Nr. 2332/92 wurden die Kriterien für die Herstellung von Crémant festgelegt. Seit 2019 werden die Anforderungen an Crémant durch Artikel 53 der Delegierten Verordnung (EU) 2019/33 geregelt. Eine neue Bezeichnung für den Champagner mit geringerem Druck gibt es bisher noch nicht.

## Weinbaugebiete
In Frankreich ist die Bezeichnung Crémant für acht Weinbauregionen zugelassen. Es handelt sich um den Crémant d’Alsace aus dem Elsass, Crémant de Bordeaux aus dem Bordeaux, Crémant de Bourgogne aus dem Burgund, Crémant de Die aus dem Gebiet der Rhône, Crémant de Limoux aus dem Languedoc, Crémant du Jura aus dem Jura, Crémant de Loire aus dem Gebiet der Loire und Crémant de Savoie aus Savoyen.
Am 4. Januar 1991 wurde für Qualitätssekt der luxemburgischen Mosel die Appellation Crémant de Luxembourg eingeführt. Das Besondere ist, dass dies im Andenken an die Champagnerproduktion des Unternehmens Mercier während der Belle Époque in der Stadt Luxemburg die weltweit erste Appellation außerhalb Frankreichs war, die den Begriff Crémant verwenden durfte. 2008 wurde in Belgien (siehe auch den Artikel Weinbau in Belgien) die Herkunftsbezeichnung Crémant de Wallonie definiert.
In Deutschland wurde 2009 die Bezeichnung Crémant für deutschen Schaumwein geregelt.
Zwar sind die Rebsorten von Region zu Region unterschiedlich, wesentliche Regeln der Schaumweinherstellung sind jedoch einheitlich vorgeschrieben. Hierzu gehören beispielsweise die Ganztraubenpressung, eine maximale Ausbeute von 100 Litern Most aus 150 kg Traubenmaterial, ein Höchstgehalt von 150 Milligramm/Liter an Schwefeldioxid, eine Mindestzeit von neun Monaten für die Verweildauer auf der Hefe und eine obligatorische Geschmacksprüfung. Crémants sind sanft moussierend, ihre Kohlensäure ist vergleichsweise verhalten.
Je nach verwendeter Rebsorte kann man noch die Bezeichnungen Blanc de Noirs oder Blanc de Blancs auf dem Etikett finden, sofern der weiße Crémant ausschließlich aus roten oder weißen Trauben gewonnen wurde; darüber hinaus stellen viele Produzenten Rosé-Crémants her.
Der Begriff Crémant wurde Ende der 1980er-Jahre eingeführt, als die Benutzung des Begriffs méthode champenoise außerhalb der Champagne auf Wunsch Frankreichs durch die Europäische Union untersagt wurde. Jedoch ist die Bezeichnung Méthode traditionnelle weiterhin erlaubt.

## Verschiedenes
Vornehmlich in der Schweiz wird Crémant als Bezeichnung für die klassische dunkle Schokolade mit einem Kakaogehalt von 50 bis 60 Prozent mit relativ hohem Gehalt an Kakaobutter gebraucht.

## Film
- 360° Geo-Reportage – Crémant, der feine Elsässer zum Fest. Dokumentarfilm, Deutschland, 2017, 52:18 Min., Buch und Regie: Jean-Luc Nachbauer, Produktion: MedienKontor, Geo, arte, Reihe: 360° Geo-Reportage, Erstsendung: 31. Dezember 2018 bei arte, Inhaltsangabe von ARD.